# Jules Perret
Jules Perret (* 19. Jahrhundert; † 20. Jahrhundert) war ein französischer Kunstturner.

## Biografie
Jules Perret aus Clichy nahm an den Olympischen Sommerspielen 1900 in Paris teil. Im Einzelmehrkampf belegte er den 35. Platz.